# 128586 Jeremias
128586 Jeremias è un asteroide della fascia principale. Scoperto nel 2004, presenta un'orbita caratterizzata da un semiasse maggiore pari a 3,1559251 UA e da un'eccentricità di 0,0970650, inclinata di 14,83960° rispetto all'eclittica.